# Business Insider

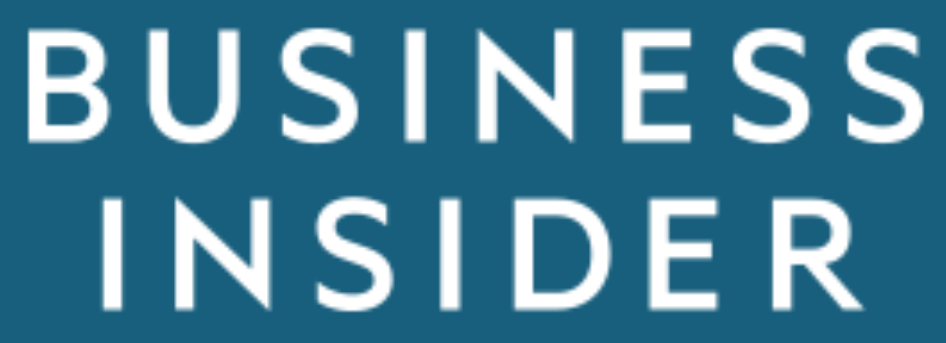

Business Insider é um site de notícias publicado pela Insider Inc. fundado em 2007 nos Estados Unidos por Henry Blodget e pelos executivos da DoubleClick, Dwight Merriman e Kevin Ryan.
Opera edições internacionais no Reino Unido, Austrália, China, Alemanha, França, África do Sul, Índia, Itália, Indonésia, Japão, Malásia, Holanda, Norte da Europa, Polônia, Espanha, Malásia e Cingapura. Várias edições internacionais são publicadas nos idiomas locais: chinês, holandês, francês, italiano, alemão, Polonês e Japonês.
Em 2015, a Axel Springer SE adquiriu 88% da participação na Business Insider Inc. por US $ 343 milhões (€ 306 milhões).